# یانه بلومکوییست
یانه بلومکوییست (به انگلیسی: Janne Blomqvist) (زادهٔ ۶ مهٔ ۱۹۷۲) شناگر اهل فنلاند است.